# 白
白（しろ）またはホワイト（英語: white）は、全ての色の可視光線が乱反射されたときに、その物体の表面を見たヒトが知覚する色。白色（ハクショク、しろいろ）は同義語。無彩色で、膨張色の一つである。

## 光源色としての白
白は、人間の網膜の3種類の錐体（：L,M,S；（RGB表色系における）R,G,B；Red,Yellowish Green,Bluish - Purple／Purplish - Blue.）の全てが「対等的、均質的」に強く刺激された場合に感じる色である。それ故、全ての波長の可視光線を「対等的、均質的」に含んだ光は無彩色的に見える（黒や灰色・鼠色に見える）。更に、強く反射していれば、白に見える。そして、その光を白色光と呼ぶ。これに因んで、全ての音の波長の信号が均等に含まれた全くランダムな音の波形のことをホワイトノイズ（白色雑音）と呼ぶ。また黒から一番遠い色である。
ただ、人間の目で白色として知覚される対象物は、赤、緑、青の3つの光を適切な比率で混合することによっても実現できる。例えばカラーTVのブラウン管の白色は、まさにそのような方法を用いて構成される。蛍光灯に代表される照明機器の光も、可視光の全領域において均等ではない。そのような擬似的な白色光は物体表面で反射するときの特性が本来の白色光とは異なるため、色合いがやや不自然に見える場合もある。厳密な色の比較を行うことが要求される仕事では、標準光源とよばれる太陽光に近い特殊な照明装置を使用する。
また、ウェブブラウザでwhiteと指定したときは、#FFFFFFとして定義される。

## 物体色としての白

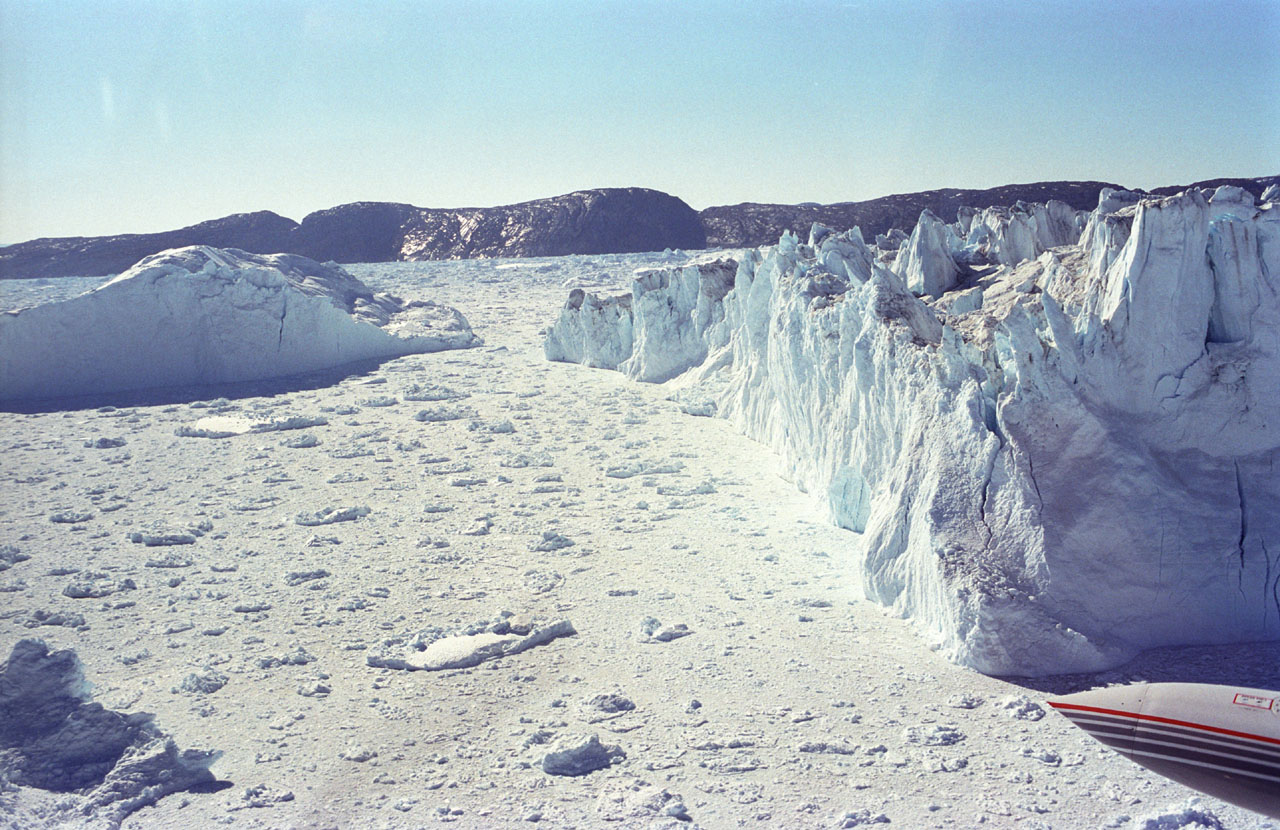
氷雪地帯の白い雪

### 白と透明
物体が全ての波長の可視光線を（ほぼ）100%乱反射するとき、その物体は白いという。色材の発色の観点から見ると、白は他の色と著しく異なる。一般の色材は白色光の中の特定波長を吸収し、残りの波長領域が目に入って色として感じられるのに対し、白の色材は特定波長を吸収しないために、白色に見える。
色材としての白の発色原理を例示的に説明すると、「透明ガラスを粉々にすると白い粉に見える」である。微細な粒子で乱反射させて白く見せているが、乱反射の効率を高めるために屈折率の高い素材が選ばれる。
塗料や顔料、絵具において白は不透明であるが（透明であれば、下層を透過して白く発色しない）、透明という事象の説明として、すりガラスの上に水を垂らすと透明になることが挙げられよう。透明というのは物質が密になり内部や外部の反射がなくなることである。このことは物理学者寺田寅彦が述べている。
自然の中では雪、雲、石英や石灰岩などで構成された白い砂浜などが、太陽光の散乱によって白く見えている（ミー散乱）。

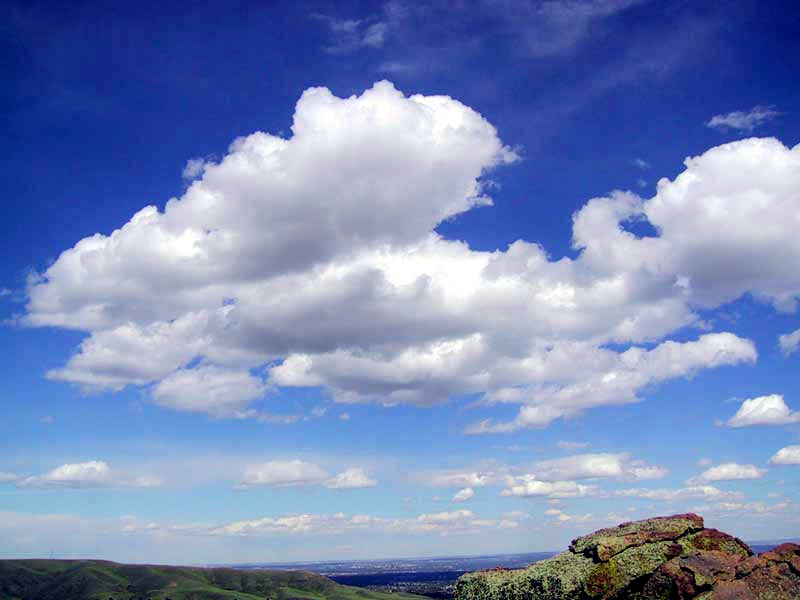
積雲を構成している水の粒によって太陽光が散乱され白く見える。

### 白っぽく見せる
ワイシャツなどの衣類で、白さを強調するために蛍光染料を使用している場合がある。これは青以外の光のエネルギーを吸収して青く発光することで、黄ばむ傾向にある衣類の色合いを青めに補正して白く見せるものである。このような方法を使ったものとして、ほかには白色発光ダイオードがある。これは青色発光ダイオードに黄色を示す蛍光体をコートしたもので、発光ダイオード本来の青い光と蛍光体の黄色い光を混ぜて白い光としている。

## 白の色料
100%の反射率を持った「理想的な白色」の物体は実在しない。米国パデュー大学は2021年9月16日、同大学が開発した硫酸バリウムを含む塗料が太陽光の98.1％を反射する性能を有し、ギネス世界記録に認定されたと発表した。
現在、ほぼ理想的な白色物質として利用されているのが硫酸バリウムのほか酸化マグネシウムであり、これらは可視光線のほぼ全領域にわたって99%以上の反射率を示す良好な白色素材である。工業的にはチタン白・二酸化チタンが多用される。鉛白は油絵具に使われる。

### 炭酸カルシウム Calcium Carbonate
炭酸カルシウム系顔料としては、白亜、大理石、ムードン、胡粉などがある。油性の媒材 (Binder) においては、屈折率の関係で透明になってしまい、白色顔料としては使用出来ない。

### 鉛白 White Lead
古代から使用されてきた白色顔料で、現在では油彩用顔料として使用されている。油彩のモデリング等において活躍する。組成は塩基性炭酸鉛 2PbCO3Pb(OH)2である。成分である鉛が触媒として作用し、展色材である乾性油の酸化重合を促すこと、絵具化に際して要求される油量が少ない為油の影響を受け難いこと等の理由で乾燥性が良い。塗膜の上塗り及び下層に対する接着性が良く、亀裂の発生も少ない。この性質は、鉛白の結晶が板状であり、塗膜に層状に配列することによると考えられる。カドミウムイエローやウルトラマリン ブルーなどと混合しても大抵は問題を起こさないが、硫黄化合物と混合すると黒変の可能性がある。毒性があるので、長期にわたる皮膚などからの摂取には注意を要する。水性絵具では硫黄成分を遮断できないので、水性絵具には適さない。
クレムニッツ白として有名な鉛白は、クレムニッツ法によって得られる。しかし絵具化するとチューブの中で粗粒となる。また、白色度も最高ではない。新しい製法として、1955年頃から電気分解法が日本で採用されるようになった（三井金属）。99.998%という純度の高い電気鉛を使用し、電解液中に炭酸ガスを吹き込み、電気分解を連続操作で行うなど、近代設備でコントロールし製造する。この鉛白は均質で白色度も高い。国産鉛白絵具を支える顔料である。White Leadとも言われる。

### 亜鉛華 Zinc White
亜鉛華は、ヨーロッパでは中世から知られていたが、工業的に生産されるようになったのは1830年代である。絵画用として使用されるようになったのはこれよりさらに時代が下がる。油絵具では乾性油と反応し塗膜に亀裂、剥離を起こすことがある。酸化亜鉛 ZnO。

### リトポン Lithopone
リトポンは1874年頃、イギリスでジョン・オアが初めて作り特許を取得した。開発当初は黒ずむ傾向が強かった為、絵画用としては普及しなかった。現在ではこの欠点も改善されている。硫化亜鉛と硫酸バリウムの混合物。

### チタン白 Titanium White
1920年代から本格的に工業生産されるようになった。白色顔料中で屈折率と着色力は最も大きい。現在では塗料用白色顔料としては最も大量に生産されており、光触媒としての活用も盛んである。酸化チタン、二酸化チタン TiO2。

## 生物の白変種
生物学では、稀に色素が欠乏した為に白く見える個体が生まれる事例が知られており白変種・アルビノなどと呼ばれる。岩国のシロヘビ（山口県岩国市）はアオダイショウの突然変異とされ、遺伝的に安定した例は、大変珍しく貴重である。1924年には生息地が国の天然記念物の指定を受け、1972年にはシロヘビそのものが国の天然記念物となった。

## 白に関する概念

### 西洋
英語の "white" は「善意」「純粋」などの意味を包含する。 これに近い意味として「好ましいもの」を指して「ホワイト○○」（例：ホワイトリスト）といわれる。ヨーロッパの紋章学では白色は「金属色」の「銀色（アージェント (紋章学)）」と結び付けられる。

### 東アジア
中国の五行思想で白は金に対応する。方位は西であり、西方を守る神獣が白虎である。
白虎を尊ぶだけでなく、白雉を瑞祥とするなど白を尊ぶ思想はあったが、服の色としては凶色であった。金徳を自認した晋は服色として赤を尊んだが、これは白を嫌ったためとされる。
しかし古代の日本で白は神聖な最高の服色とされた。養老律令の衣服令は朝廷における皇太子以下皇族臣下の服の色を細かく定める規定だが、そこでは白を最高の服色としながら、白い衣を着ることを許される身分がない。明記されないのは律令が天皇を規律しないためで、朝廷では天皇だけが白衣を着ることができたのである。そして白い動物も尊ばれた。『古事記』には神が白い鹿や猪に化し、倭建命（ヤマトタケル）が死後に白鳥になったとある。飛鳥時代から平安時代にかけて白い動物が見つかったことを瑞祥として改元した例が複数ある。最古の例は白雉で、大化6年（650年）2月に穴戸国（長門国）より献上された白雉により改元した。元号の名に白をとったのはこれだけだが、白亀によって神亀、宝亀、嘉祥、仁寿に改元になった。白鹿によって天安、元慶が立てられた。元慶のときは白雉も見つかっていた。近代には沖縄県宮古島から島馬の白い馬が生まれたので、幼少の昭和天皇に献上された。民謡『なりやまあやぐ』に歌われている。

## 日本語としての白
日本文化では、実際に色が白いものばかりでなく、様々なものの象徴・比喩表現として「白」が使われている。
- ヨーロッパ由来の白色人種（コーカソイド）のことを「白人」と言う。
- 好ましいもの、潔白さの象徴。例：ホワイトリスト、ホワイト企業、ホワイト国。
- 美しいもの、清潔さの象徴。例：美白、純白のウェディングドレス、白鳥
- 哀悼、葬儀[12]。
- 相撲などの勝負事で勝利を白星と言うことがある[13]。
- 容疑者が無実や無罪であることを俗に白（シロ）と言い[14]、逆に、犯人や有罪のことを黒（クロ）と言う。
- 神道においては、白い砂利や石のエリアが「庭」と呼ばれる神聖な場所を示している。これらの場所は神に捧げられた[15]。
- 囲碁やオセロでは黒と白の石を使用し、白と担当するプレイヤーが後手と定められている[16][17]。
- 白痴（はくち）：重度の知的障害の呼び方。差別用語とされることがある。また、英語のidiot（大バカ者、愚か者、アホの意）をはじめとするヨーロッパ語の同様の単語の日本語訳。
- 「頭の中が真っ白になる」という言葉は、「頭の中が空白になったように何も考えられなくなる」という意味で使われる。
- 白髪：加齢などで生じる頭髪の色。

## 近似色
- 灰色（鼠色、グレー）
- 乳白色
- オフホワイト
- クリーム色
- アイボリー
- 銀色
- スノーホワイト
- 月白
- どどめ色
- 玉虫色
- 卯の花色